# Jakob Kaschauer
Jakob Kaschauer, též Jacob von Kaschau a Jakub z Košic (* kolem 1400, Košice, něm. Kaschau - 29. srpna 1463, Vídeň) byl rakouský pozdně gotický řezbář. V literatuře někdy označovaný také jako Mistr Freisinských figur.

## Život
O jeho školení nejsou informace. Prvně uváděn roku 1429, kdy řídil svatoštěpánskou stavební huť a jeho dílna dodala obraz, sochu a vitráž pro dóm sv. Štěpána. Roku 1433 vlastnil dům ve Vídni, po roce 1456 je několik dokladů o zakoupení a prodeji domu Jakobem Kaschauerem. Roku 1454 a 1458 uváděn jako hlava cechu "Bratrstva Božího těla" (Gottsleichnamsbruderschaft) při kostele sv. Michala.
Roku 1436 dodal oltář a vitráže pro karmelitánský kostel ve Vídni, 1443 pro Freisingského biskupa Nikodéma della Scala dodal hlavní oltář, 1449 oltář (dnes nezvěstný) pro kostel sv. Michala. V určení jeho identity panují nejasnosti - v dobových dokumentech je uváděn jako malíř, ale jeho dílna dodávala především sochy a vyřezávané oltáře. Podle posledních zjištění ho nelze ztotožnit s mistrem označovaným „Meister des Albrechtsaltars“.
Kaschauer pracoval spolu se sochaři Peterem von Pusica a Nicolausem Gerhaertem van Leyden pro rakousko - německého krále (1440) a od roku 1452 císaře Svaté říše římské Friedricha III. Byl ženatý s Margaretou Hirschvogel z Norimberka a je pohřben v kostele sv. Michala ve Vídni. Je po něm pojmenováno náměstí ve Vídni Donaustadtu.

## Dílo

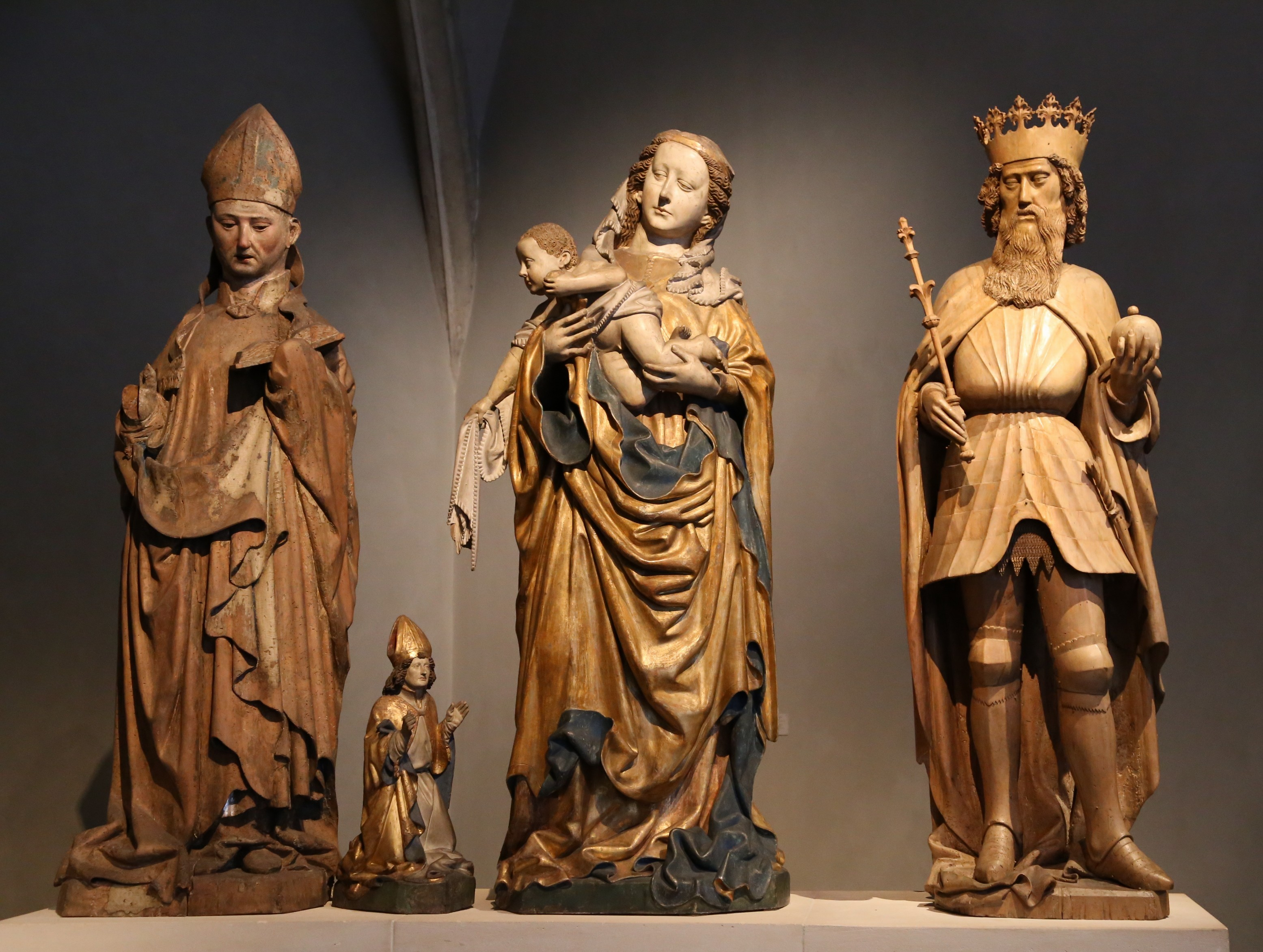
Jakob Kaschauer, postavy oltáře ve Freisingu: sv. Korbinian, Marie, sv. Zikmund, 1443

Kaschauerova postava Marie z Freisingu patří spolu s Multscherovou sochou Boží matky v Landsbergu ze stejné doby ke klíčovým dílům německého sochařství kolem roku 1440. Nový styl řezbářské práce, patrný ve stavbě objemu sochy, pojednání drapérie a posunu k monumentalitě, ji spojuje s holandským uměním Roberta Campina ("Mistra z Flémale"). Pozdější Kaschauerovy práce vznikly zjevně pod přímým vlivem Hanse Multschera.
Socha panny Marie a sv. Korbiniana z vyřezávaného oltáře ve Freisingu jsou dnes v Bayerisches Nationalmuseum v Mnichově.
Jaromír Homolka dává Kaschauerovu tvorbu do souvislosti s dílem Mistra ukřižování v kostele sv. Bartoloměje v Plzni, Albert Kutal s prací Mistra suchdolské Barbory

### Známá díla
- 1436 Albrecht Altar, Hlavní oltář karmelitánského kostela, vitráže, Am Hof, Vídeň[6]
- hlavní oltář kostela ve Freisingu
- 1445-49 hlavní oltář, kostel sv. Michala (Michaelerkirche), Vídeň
- fragment Korunování Panny Marie, Bode Museum, Berlín
- Svatá Anna samotřetí, Wallfahrtskirche Annaberg u Sankt Pölten
- Madona na půlměsíci, soukromá sbírka, Vídeň
- kamenná socha vévody Fridricha V., kaple sv. Jiří ve Vídni (před 1452)
- kamenná socha Madony, Württembergischen Landesmuseum Stuttgart
- socha Madony na kašně, Mariazell (pravděpodobně dílna J. Kaschauera)
- trůnící sv. Petr jako papež, Museum Mittelalterlicher Österreichischer Kunst, Vídeň (pravděpodobně dílna J. Kaschauera)[7]
- Matka boží, původně Purgstall (Niederösterreich), nyní Metropolitan Museum, New York